# Krusty le clown
Vous lisez un « bon article » labellisé en 2015.
Krusty le clown, nom de scène donné de Herschel Schmoikel Pinchas Yerucham Krustofski, est un personnage fictif de la série télévisée d'animation Les Simpson. Dans la version originale, sa voix est celle de Dan Castellaneta, qui est doublé en français par Michel Modo jusqu'à la dix-neuvième saison, par Gérard Rinaldi jusqu'à la vingt-deuxième et par Xavier Fagnon depuis lors. Au Québec, Marc Labrèche lui prête sa voix jusqu'en 2008 où Gilbert Lachance lui succède. Il apparaît pour la première fois dans le court métrage diffusé pendant le Tracey Ullman Show, le 15 janvier 1989, The Krusty the Clown Show. Ce clown est l'animateur de l'émission de télévision préférée de Bart et Lisa, une combinaison de pitreries pour enfants et de dessins animés, dont Itchy et Scratchy. Krusty est toujours dépeint comme un fumeur toxicomane, cynique et déprimé, épuisé par une industrie du spectacle qu'il n'abandonne pourtant pas. Il est l'un des personnages les plus réguliers de la série en dehors de la famille Simpson et il est l'objet principal de plusieurs épisodes, dont la plupart concernent également Bart.
Krusty est créé par le dessinateur Matt Groening et partiellement inspiré par Rusty Nails, un clown de télévision de la ville natale de Groening, Portland dans l'Oregon. Il est dessiné de manière à ressembler à Homer Simpson avec un maquillage de clown, dans le but premier de faire que Bart adore un clown de télévision qui ressemble à son propre père. Sa voix originale s'inspire de Bob Bell, qui interprétait Bozo le clown sur WGN-TV.

## Rôle dansLes Simpson
Krusty le clown naît sous le nom de Herschel Shmoikel Pinchas Yerucham Krustofski dans le quartier sud-est de Springfield. Son père, Hyman Krustofski, est rabbin, et on ne connaît pas grand-chose de sa mère, si ce n'est son prénom, Rachel, et qu'elle est décédée alors que Krusty avait environ treize ans,. Dès le début, son père s'oppose très fortement à son souhait de devenir un clown et de faire rire les gens, croyant que cela le distrairait de sa religion, et il préfère que le jeune garçon aille à l'école talmudique. Cependant, dans le dos de son père, Krusty commence à se forger une réputation dans le domaine de l'humour « slapstick ». Un jour, alors qu'il joue sur scène lors d'une convention rabbinique, l'un des spectateurs, pour plaisanter, lui jette un verre d'eau gazeuse sur la tête, le démaquillant. Lorsque son père le reconnaît, il le renie et ne lui adressera plus la parole pendant les vingt-cinq prochaines années, jusqu'à ce que Bart et Lisa les réconcilient dans l'épisode Tel père, tel clown. On apprend plus tard que Krusty n'a jamais eu de Bar Mitzvah, parce que Hyman craignait qu'il viole le caractère sacré de la cérémonie en y faisant « le pitre ». Krusty a deux cérémonies de Bar Mitzvah à l'âge adulte : une à un gala hollywoodien et une autre plus intime prévue pour se rabibocher avec son père. Après avoir quitté le quartier sud-est de Springfield, Krusty commence sa carrière dans l'industrie du spectacle à Tupelo, dans le Mississippi. Encore plus tard, Krusty découvre qu'il a une fille prénommée Sophie. Il rencontre la mère de Sophie lorsqu'il est soldat pendant la guerre du Golfe et qu'il divertit les troupes. Après avoir passé la nuit ensemble, il l'empêche d'assassiner Saddam Hussein car il s'en « ser[t] dans [ses] sketches ». Depuis ce moment, elle voue une haine intense envers les clowns et cache leur fille.
Krusty a sa propre émission télévisée sur la chaîne locale de Springfield, Channel 6, laquelle vise un public d'enfants et a de nombreux adeptes, dont Bart Simpson. L'émission de Krusty est adaptée dans une douzaine de pays comme la Chine, l'Irlande, la Jamaïque et la Roumanie. Les détails concernant les débuts de la carrière télévisuelle de Krusty sont révélés dans des clips ou par Krusty lui-même, bien que parfois il se contredise. Par exemple, dans l'épisode La Vengeance du clown, Krusty explique qu'en 1957 il a été banni de la télévision pendant deux périodes consécutives de dix et vingt-deux ans, la première fois pour avoir dit le mot « pantalon », ce qui était interdit, et la deuxième fois pour avoir fait une apparition désastreuse dans l'émission Nicole rigole. Le retour de Krusty ne devrait donc pas avoir eu lieu avant 1989, or l'épisode Bart des ténèbres présente un extrait d'une émission de Krusty diffusée en 1961 dans laquelle il interviewe le président de l'AFL-CIO, George Meany,. Le même épisode et également l'épisode J'aime Lisa présentent encore d'autres apparitions télévisuelles de Krusty antérieures à 1989 : son interview de Robert Frost diffusée en 1963, sa présence en tant qu'invité de Ravi Shankar dans les années 1970 et enfin sa reprise de Break on Through (To the Other Side) des Doors en 1973,. Dans les années 1980, l'émission est revue pour devenir une émission de divertissement pour les enfants. Pendant toute cette époque l'émission de Krusty cible principalement le jeune public et de nombreux personnages secondaires font leur apparition, comme Tahiti Mel, M. Teeny, Tina Ballerina et Caporal Tape-Dur. Tahiti Bob est pendant de nombreuses années le principal comparse de Krusty, mais les incessantes maltraitances de Krusty envers celui-ci le conduisent à élaborer le meurtre de son bourreau, mais ses plans sont contrecarrés par Bart. Bob est alors remplacé par Mel, qui restera fidèle à Krusty. Régulièrement, Tahiti Bob tentera de renouer avec le monde du spectacle, toujours dans le but de pouvoir assassiner Bart ou Krusty, mais à chaque fois en vain. Néanmoins, Krusty lui pardonne souvent, expliquant qu'à chaque fois qu'il « essaye de [le] tuer, [il] fai[t] un bond dans l'audimat ».
Bart Simpson est l'un des plus grands admirateurs de Krusty. Dans l'épisode Un clown à l'ombre de la première saison, il s'exclame « Toute ma vie est basée sur les leçons de Krusty ! » avant de s'endormir dans sa chambre remplie de produits dérivés à l'effigie du clown. Par amour pour Krusty il déjoue les plans machiavéliques de Tahiti Bob, il l'aide à retourner à l'antenne et à relancer sa carrière en organisant une émission spéciale et il le réconcilie avec son père,,. De son côté, Krusty est bien souvent ignorant et ingrat envers l'aide que lui apporte Bart, le traitant avec apathie. Lors d'un été, Bart s'inscrit avec enthousiasme au Kamp Krusty, principalement en raison de la promesse qui lui est faite de passer ses vacances avec Krusty. Le camp se révèle être un désastre et Krusty est introuvable. Pendant son séjour Bart garde espoir, continuant de croire que Krusty se montrera un jour. Mais le jour où le directeur du camp fait intervenir sur scène Barney Gumble avec un maquillage de clown en disant qu'il s'agit de Krusty, Bart bascule. Il décide d'avoir en aversion les produits dérivés bas-de-gamme Krusty et quitte le camp. Immédiatement, le clown visite le camp dans le but de mettre un terme au conflit et parvient à apaiser Bart,.
Krusty est un multimillionnaire qui a amassé sa fortune en grande partie en utilisant son nom et son image sur une quantité de produits et services de basse qualité, des réveille-matin Krusty aux barrières de police Krusty. La plupart de ces produits sont potentiellement dangereux, comme sa marque de céréales, qui, dans l'épisode Salut l'artiste contenait un cercle de métal dentelé dans chaque boîte. Un des nombreux procès concernant ces boîtes de céréales a été lancé par Bart, qui en mangeant un de ces cercles de métal a dû être opéré de l'appendice. La « Krusty Korporation », compagnie responsable des produits dérivés Krusty, a également lancé une série de désastreux produits de promotion ou de soutien à des entreprises, comme lorsqu'elle parraine les Jeux olympiques d'été de 1984 en lançant une offre spéciale sur des burgers qui s'est retournée contre Krusty avec le boycott de l'Union soviétique, lui causant la perte d'environ 44 millions de dollars. Dans la série télévisée et les bandes dessinées, Krusty est également la mascotte et le propriétaire de la chaîne de restaurants Krusty Burger. Il a été arrêté par le conseil de la santé à de nombreuses reprises pour toutes sortes de raisons, comme le surmenage des employés, l'agrafage de moitiés de burgers ensemble pour en faire des nouveaux, ou encore l'utilisation de bœufs atteints de la maladie de la vache folle pour économiser de l'argent. Krusty gaspille l'argent aussi vite qu'il le gagne, en allumant ses cigarettes avec des billets de cent dollars, en mangeant des omelettes aux œufs de condor, en dépensant d'énormes sommes pour acheter des revues pornographiques, ou en perdant des paris sur tout : des courses de chevaux à l'opéra en passant par des paris contre les Globetrotters de Harlem.
Krusty est un vétéran du divertissement qui mène une vie difficile, parfois dépeint comme un ringard épuisé et blasé, qui a échoué à plusieurs reprises et qui reste dépendant aux jeux d'argent, aux cigarettes, à l'alcool, à l'oxycodone, au Pepto-Bismol et au Xanax. Il tombe en dépression dès que les caméras s'éteignent. Marge déclare dans l'épisode Apu puni que « sorti des plateaux télé, ce type est triste à mourir ». Krusty semble avoir déjà consommé de la cocaïne une fois, lorsqu'il est sorti des cabinets d'un restaurant avec de la poudre blanche sous le nez, mais il explique qu'il était tout simplement en train de travailler un personnage pour un film, dans lequel il tient son propre rôle. Dans son livre Planet Simpson, Chris Turner décrit Krusty comme le « vétéran ratatiné, le pro total » qui vit une vie de célébrité. Il est misérable, mais il a besoin de son statut de célébrité. Dans l'épisode Krusty « le retour », Bart dénonce par inadvertance une fraude de Krusty sur l'impôt sur le revenu, lui faisant perdre une grande partie de son argent. Bart découvre alors que Krusty avait simulé sa mort et qu'il vit sur un bateau, sous le nom de Rory B. Bellows. Krusty explique qu'il en a fini avec sa vie de célébrité et Bart n'arrive pas à le convaincre lorsqu'il lui rappelle qu'il a des fans et un entourage. Finalement, Bart lui explique que quitter le show business lui ferait perdre son statut de célébrité, ce qui suffit à le convaincre de revenir. Krusty est décrit par Bill Oakley comme « un homme de spectacle consommé qui ne supporte pas la possibilité de ne plus être diffusé et de ne plus divertir les gens ».
Dans la quatorzième saison, Bart convainc Krusty d'essayer d'avoir sa place au Congrès afin qu'il puisse proposer un projet de loi de détournement aérien pour que les avions arrêtent de survoler la maison des Simpson. Krusty accepte et concourt pour le parti républicain. Bien que sa campagne ait mal commencé, Lisa suggère qu'il essaye de se rapprocher des familles ordinaires. En suivant les conseils de Lisa, Krusty obtient une victoire écrasante. Le mandat de Krusty débute difficilement car ses nouveaux collègues, plus politiquement avertis, l'ignorent. Avec l'aide des Simpson et d'un portier influent, Krusty réussit à passer son projet de loi.
Il a plusieurs caractéristiques physiques : un troisième téton, une tache de naissance en forme de tête de veau et une cicatrice sur la poitrine.

## Personnage

### Création

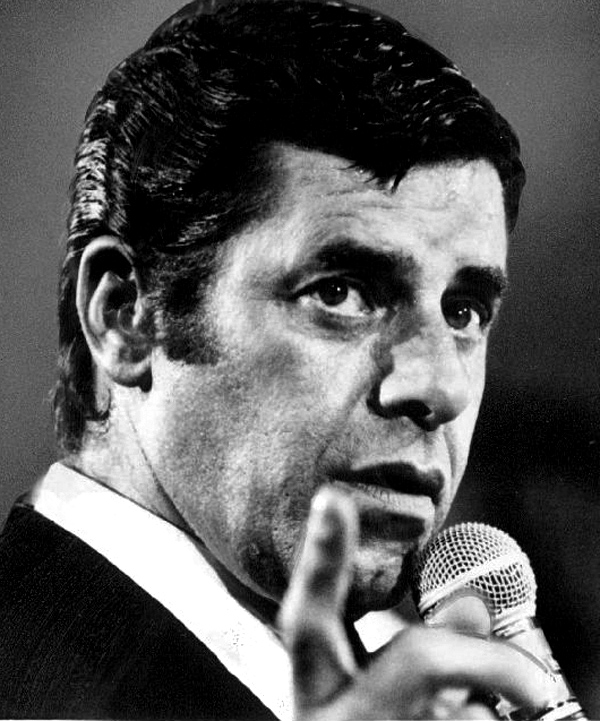
La vie de Krusty rappelle en plusieurs points celle de Jerry Lewis.

Krusty apparaît pour la première fois dans le court métrage du Tracey Ullman Show, The Krusty the Clown Show, diffusé le 15 janvier 1989. Le personnage est partiellement inspiré du clown de télévision Rusty Nails que Matt Groening et Brad Bird, respectivement créateur et réalisateur de la série, regardaient pendant leur jeunesse à Portland en Oregon. Matt Groening décrit Rusty Nails comme étant un clown doux dont le spectacle avait parfois un message chrétien, mais dont le nom lui faisait peur. En version originale, Dan Castellaneta base sa voix sur celle du personnage de télévision de Chicago, Bob Bell, qui avait une voix très grinçante et interprétait Bozo le clown sur WGN-TV entre 1960 et 1984. Dans la version française c'est Michel Modo qui lui prête sa voix jusqu'à son décès en 2008, il est remplacé par Gérard Rinaldi jusqu'à la vingt-deuxième saison puis par Xavier Fagnon depuis. En québécois, Marc Labrèche le double jusqu'à la dix-neuvième saison, puis il est remplacé par Gilbert Lachance après.
Plusieurs événements de la vie de Krusty sont semblables à certains de la vie du comédien Jerry Lewis, comme ses origines juives, son addiction au Percodan, ou ses présentations du Téléthon. Lorsque Matt Groening est interrogé sur cette ressemblance il répond que « les personnages des Simpson résultent de la collaboration entre les scénaristes, les animateurs et les acteurs », sans particulièrement la confirmer ou la nier.

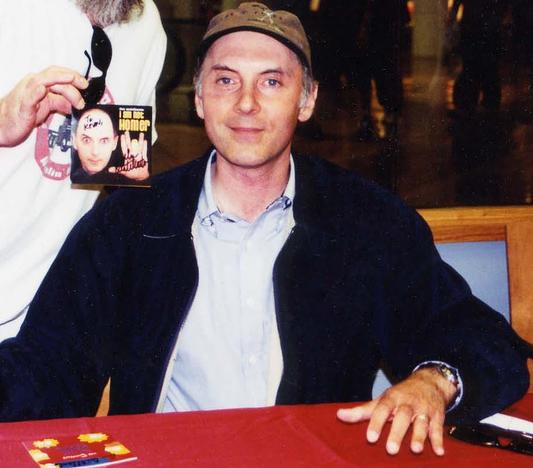
Dan Castellaneta base sa voix pour Krusty sur le personnage de télévision de Chicago, Bob Bell.

L'apparence physique et le design de Krusty sont fondamentalement ceux de Homer Simpson avec une coiffure et un maquillage de clown. Matt Groening déclare à ce sujet : « la métaphore satyrique sur laquelle je suis parti à l'époque est le fait que Les Simpson parle d'un enfant qui n'a pas de respect pour son père mais qui rend un culte à un clown qui ressemble à son père en tout point », un thème qui perd de l'importance au fur et à mesure que la série se développe. Un concept initial voyait Krusty révélé comme étant l'identité secrète d'Homer, mais les scénaristes étant trop occupés à développer la série, et l'idée jugée trop compliquée, elle est abandonnée. À l'origine Krusty est juste un homme normal maquillé en clown, mais David Silverman explique que « à un moment donné, les scénaristes ont décidé de le faire ressembler à un clown tout le temps ». Les producteurs ont débattu longtemps pour savoir si Krusty devait garder toujours son maquillage de clown ou pas, mais finalement ils décident que cela n'a pas d'importance. Les scénaristes ont essayé de révéler le vrai visage de Krusty à quelques reprises dans les premiers épisodes, mais finalement, ils ont conclu que cela ne semblait pas naturel, même si son véritable visage peut être vu dans les épisodes Un clown à l'ombre et Tel père, tel clown,,. Quelques épisodes plus tardifs plaisantent sur le visage de Krusty. Dans l'épisode Oh la crise... cardiaque !, Krusty révèle que son « apparence grotesque » est due à de nombreuses crises cardiaques. Homer réplique alors qu'il semble aller bien, ce à quoi Krusty répond : « J'ai pas de maquillage ». Dans l'épisode Krusty « le retour », abandonnant l'idée de naviguer loin avec une nouvelle identité, il quitte son bateau et nage vers le rivage, laissant une trace de maquillage jaune dans son sillage et révélant son visage naturellement blanc dessous. Sur le rivage, il secoue ses cheveux noirs, révélant ses cheveux verts naturels, et supprime son faux nez d'aspect normal sous lequel apparaît son nez naturellement rouge et globuleux.

### Développement

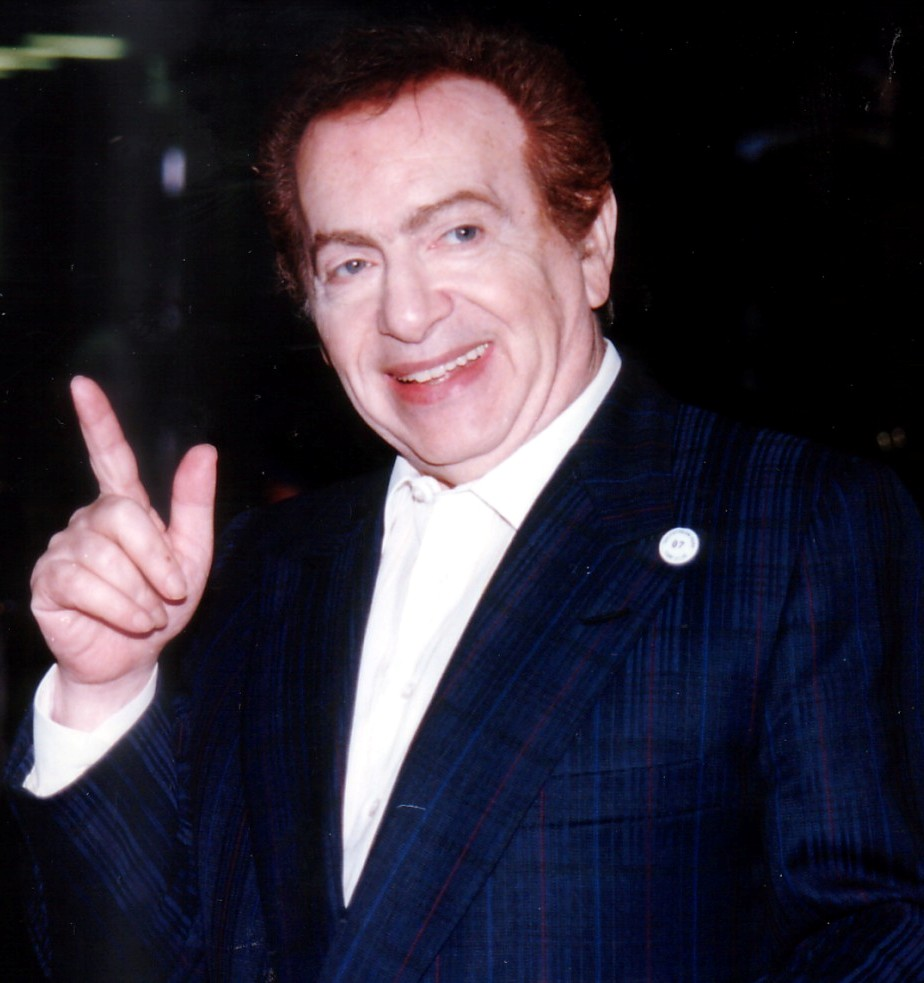
Jackie Mason prête sa voix au père de Krusty, le rabbin Hyman Krustofski et remporte l'Emmy Award du meilleur doublage pour l'épisode Tel père, tel clown.

L'épisode de la troisième saison, Tel père, tel clown, est le premier à établir que Krusty est juif. La religion de Krusty ne fait pas partie du concept, mais l'idée est ajoutée par Jay Kogen. L'épisode est une parodie du film de 1927, Le Chanteur de jazz, qui raconte l'histoire d'un fils avec une éducation religieuse stricte qui provoque son père en devenant un artiste. Dans le but de faire de Tel père, tel clown, une parodie complète du Chanteur de jazz, la décision est prise de faire de Krusty un juif et de son père un rabbin. Le vrai nom de famille de Krusty, Krustofski, est imaginé par Al Jean. Le père de Krusty, le rabbin Hyman Krustofski est interprété par Jackie Mason, qui remporte, pour cet épisode, le Primetime Emmy Award du meilleur doublage. Il est établi dans l'épisode Un clown à l'ombre que Krusty est analphabète. Cela peut être confirmé dans quelques épisodes suivants comme Tous à la manif, mais cette caractéristique est abandonnée après les quelques premières saisons, car il est trop difficile pour les scénaristes d'écrire pour un personnage illettré.
L'apparence physique de Krusty subit quelques subtils changements depuis les premières années. Dans l'épisode Homer le clown, pour pouvoir le différencier facilement d'Homer, le design de Krusty est amélioré de façon permanente. Ainsi, les formes de sa bouche et de son nez sont modifiées et des plis sous ses yeux sont ajoutés. Dans l'épisode Le Mariage de Lisa, qui se déroule quinze ans dans le futur, son apparence physique a été significativement modifiée, en se basant sur celle de Groucho Marx, afin qu'il paraisse considérablement plus âgé.
Krusty est le personnage préféré de plusieurs des scénaristes, ainsi nombre d'entre eux écrivent des épisodes centrés sur Krusty, en le reliant à eux-mêmes. Krusty est utilisé comme une possibilité de faire des plaisanteries sur le show business et donc beaucoup des expériences et anecdotes de Krusty sont basées sur des expériences et histoires réelles entendues ou vécues par les scénaristes. Il est notamment particulièrement apprécié par Brad Bird, qui réalise les deux premiers épisodes centrés sur ce personnage et essaye toujours d'animer au moins une scène de chaque épisode sur Krusty.
En 1992, Matt Groening et James L. Brooks commencent à réfléchir à une série adaptée des Simpson en prise de vue réelle qui tournerait autour de Krusty avec Dan Castellaneta dans le rôle. Ils planifient la série en 1994 et Groening et Michael Weithorn écrivent le scénario de l'épisode pilote dans lequel Krusty déménage à Los Angeles et obtient son propre talk-show. Tout au long du script, les castors qui rongent les pilotis de bois de la maison de Krusty constituent un gag récurrent. Finalement, les négociations contractuelles ne concluent pas et Matt Groening est contraint d'abandonner le projet.
Avant l'idée de série en prise de vue réelle de Groening, les auteurs-producteurs des Simpson, Al Jean et Mike Reiss, ont un projet de série dérivée animée où Krusty serait un père célibataire à New York et les personnages secondaires incluraient une maquilleuse piquante et un patron ressemblant à Ted Turner. Ce synopsis infructueux a ensuite été retravaillé dans la série animée Profession : critique.

## Accueil

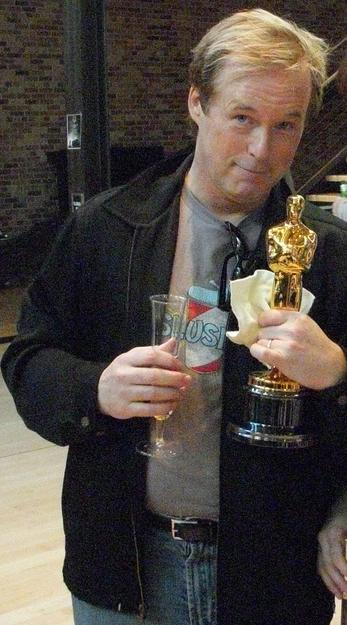
Krusty est le personnage préféré de Brad Bird, qui réalise les deux premiers épisodes centrés sur celui-ci : Un clown à l'ombre et Tel père, tel clown.

En 2004, Dan Castellaneta remporte le Primetime Emmy Award du meilleur doublage pour son rôle de Krusty dans l'épisode Enfin clown. Plusieurs épisodes mettant en avant Krusty reçoivent des critiques positives. En 2007, le magazine Vanity Fair classe l'épisode Krusty « le retour » à la neuvième place des meilleurs épisodes des Simpson. John Ortved déclare : « C'est le meilleur épisode de Krusty, mieux que la retrouvaille avec son père ou l'épisode sur sa Bar Mitzvah, qui a remporté un Emmy. L'inclusion de guest stars dans leurs propres rôles est d'une grande qualité, et nous arrivons à discerner le côté très sombre de la carrière défaillante de Krusty. Hollywood, la télévision, les célébrités et les fans sont tous magnifiquement embrochés dans cet épisode ». Matt Groening déclare que Un clown à l'ombre est son neuvième épisode préféré. Il affirme également qu'il aime particulièrement le travail de Dan Castellaneta et ajoute qu'il doit quitter le studio à chaque fois que Castellaneta enregistre de peur de gâcher la prise. Jeff Hidek de Star News Online décrit la « haine de Krusty envers les enfants », l'épisode Les Jolies Colonies de vacances et la réplique de Krusty : « Ça en fait des règles ! On se croirait dans un club de strip-tease ! », comme quelques-unes des quatre cents raisons pour lesquelles il aime Les Simpson. Euan Ferguson de The Observer liste deux produits de Krusty, « l'eau de Cologne non toxique » et le « test de grossesse », comme étant deux des raisons pour lesquelles il aime la série.
En 2003, Krusty est inclus dans une exposition sur l'histoire des artistes juifs au musée juif de New York.

## Produits dérivés
Krusty est inclus dans de nombreux produits dérivés de la franchise des Simpson. Les produits dérivés à l'effigie de Krusty comprennent des poupées, des posters, des figurines, des diables en boîte, des verres, des costumes ou encore des vêtements comme des tee-shirts. Playmate Toys a sorti trois figurines de Krusty dans la série World of Springfield. La première, sortie en janvier 2000, représente Krusty dans son apparence habituelle avec un Krusty Burger, une boisson, un paquet de frites, un paquet de céréales et une caméra. La deuxième, sortie en juin 2002, représente Krusty accompagné de Tahiti Bob en vêtements de prisonnier avec un pistolet, un sac d'argent et un dossard numéro 4. Et la troisième, sortie en juillet 2003, le représente habillé en smoking avec un micro, un mug, un journal et un nez de clown en rubis. Playmates Toys a également sorti une poupée machiavélique à l'effigie du clown basée sur l'épisode Simpson Horror Show III. Deux playsets basés sur Krusty sortent également en 2001, un représentant les Studios Krustylu livré avec une figurine de Tahiti Bob et l'autre représentant un Krusty Burger livré avec l'adolescent boutonneux. En 1992, les studios Acclaim Entertainment sortent un jeu dans lequel le joueur incarne Krusty, Krusty's Super Fun House.
En mai 2008, dans le cinéma dynamique The Simpsons Ride, situé aux Universal Studios Florida et Universal Studios Hollywood, Krusty construit et ouvre un parc d'attractions appelé Krustyland. Tahiti Bob y fait une apparition et tente d'assassiner la famille Simpson,,. En juillet 2007, la chaîne de commerces de proximité 7-Eleven, transforme onze de ses magasins aux États-Unis et au Canada en Kwik-E-Marts en l'honneur de la sortie du film des Simpson. Parmi les produits vendus se trouvent des boîtes de céréales Krusty-O's, fabriquées par Malt-O-Meal Company.